# カミマイ!〜KamiDance!〜
『カミマイ!～KamiDance!～』は、エンタ!959で放送されていたトーク番組。放送及び配信番組である。2020年6月16日放送開始。

## 番組概要
加美杏奈がMCを務めるダンス＆トーク番組。
2020年5月29日、エンタ!959のYouTubeチャンネル・エンタちゃんにて『【生放送】新人AV女優・加美杏奈が何か始めるってよ！【重大発表】』を配信し、番組内で初の冠テレビ番組開始を発表した。配信内容の一部はそのまま第1回放送にも流用されている。
番組タイトルの「カミマイ!」はMCを務める加美杏奈が習得したい“神がかりな舞い”を苗字と掛けた造語。番組企画が立ち上がった際には加美が幼少時から習い、特技にしているダンスをレベルアップすべく、「世の中に溢れる様々なダンス技術を習得、創作ダンスに取り入れていく新番組」としていたが、新型コロナウイルス感染拡大の影響もあり、様々なダンスを習得していくというロケ企画は2020年6月まで行われていなかった（8月放送分から開始）。
代行として近隣の公園、秋葉原の街中でのひとりダンスなどのコーナーを開始。また、やってほしいダンスジャンルの募集は引き続き行っている。
動画配信サイト・vimeoでは完全版を配信する。
2023年7月16日放送分をもって最終回となった。

## 出演者
加美杏奈
MC。幼少時から高校まで新体操。子供のころにバレエ経験がある。得意とするジャンルはジャズ、ガールズ。

## おもなコーナー
オープニング
秋葉原Pigooスタジオでの近況トークを行う。
カミマイ
創作ダンスを披露。YouTube配信版では著作権の関係で音楽は差し替えてある。
エクササイズに挑戦
指定された振付のダンスに挑戦する。おもにYouTube上に公開されているエクササイズダンスに挑戦。YouTube配信版では著作権の関係で音楽は差し替えてある。
今月のPlay List
YouTube、vimeo配信版のみのコーナー。収録月に加美が聞いていた音楽を5つ紹介。
今月の生ダンス
YouTube、vimeo配信版のみのコーナー。

## 放送リスト
| 放送回 | 初回放送日     | 主な内容                                                       | 備考                                     |
| ------ | -------------- | -------------------------------------------------------------- | ---------------------------------------- |
| #1     | 2020年 6月16日 | カミマイ第1回! / 新番組始動の生放送                            | Blu-ray Vol.1収録                        |
| #2     | 7月19日        | カミマイ第2回!                                                 | 完全版は37分                             |
| ＃3    | 8月16日        | セーラー服ダンス＆ガールズヒップホップ編                       | 完全版は26分 Blu-ray Vol.1収録           |
| ＃4    | 9月16日        |                                                                |                                          |
| ＃5    | 10月17日       | アクティビティチャレンジ                                       | Blu-ray Vol.1収録                        |
| ＃6    | 11月16日       | ヒップホップダンスを習得                                       |                                          |
| ＃7    | 12月16日       | R&Bヒップホップに挑戦                                          | Blu-ray Vol.2収録                        |
| ＃8    | 2021年 1月16日 |                                                                |                                          |
| ＃9    | 2月17日        | HANDCLAPエクササイズ（長友式）                                 | Blu-ray Vol.2収録                        |
| ＃10   | 3月17日        | ポールダンスに挑戦                                             | Blu-ray Vol.2収録                        |
| ＃11   | 4月17日        | ポールダンス後編                                               | Blu-ray Vol.2収録                        |
| ＃12   | 5月19日        | エアリアルフープ                                               | Blu-ray Vol.2収録                        |
| ＃13   | 6月16日        | バーレスクダンス編                                             | Blu-ray Vol.2収録                        |
| ＃14   | 7月17日        | 総集編                                                         |                                          |
| #15    | 8月18日        | BD第2弾発売記念生放送                                          | Blu-ray Vol.3収録                        |
| #16    | 9月17日        | 桃園怜奈とパラグライダー編                                     | Blu-ray Vol.3収録                        |
| #17    | 10月16日       | スロージャズ編                                                 | Blu-ray Vol.3収録                        |
| #18    | 11月16日       | スロージャズ編2                                                | Blu-ray Vol.3収録                        |
| #19    | 12月17日       | 総集編                                                         |                                          |
| #20    | 2022年 1月16日 | フラメンコ体験編                                               | Blu-ray Vol.3収録                        |
| #21    | 2月16日        | 年末配信・クリスマス生放送編                                   |                                          |
| #22    | 3月16日        | 新体操編                                                       | Blu-ray Vol.4収録                        |
| #23    | 4月17日        | バレンタイン特別編                                             |                                          |
| #24    | 5月18日        | チアダンス編                                                   | ゲスト講師：西元めいさ Blu-ray Vol.4収録 |
| #25    | 6月16日        | タヒチアンダンス編                                             | Blu-ray Vol.4収録                        |
| #26    | 7月17日        | バーレスク東京編                                               | Blu-ray Vol.4収録                        |
| #27    | 8月17日        | バーレスク東京とのコラボ公演・後編                             | Blu-ray Vol.4収録                        |
| #28    | 9月18日        | シャッフルダンス編                                             | Blu-ray Vol.5収録                        |
| #29    | 10月19日       | SUP体験編                                                      | 石原希望 Blu-ray Vol.5収録               |
| #30    | 11月16日       | 満を持して日本舞踊に挑戦                                       | Blu-ray Vol.5収録                        |
| #31    | 12月16日       | 2022年10月10日収録。BD発売記念オンライン＆リアルイベント特別編 | Blu-ray Vol.5収録                        |
| #32    | 2023年 1月17日 | 2022年11月16日収録。カミマイ番外編・杏奈の暴走トークライブ     | 伊藤舞雪 Blu-ray Vol.5収録               |
| #33    | 2月16日        | トークライブ後編                                               | 伊藤舞雪 Blu-ray Vol.5収録               |
| #34    | 3月16日        | K-POPダンス編                                                  | Blu-ray Vol.6収録                        |
| #35    | 4月16日        | ブルーレイ発売記念放送                                         |                                          |
| #36    | 5月17日        | バトントワリング編                                             | Blu-ray Vol.6収録                        |
| #37    | 6月16日        | カミマイ×バーレスク東京コラボ公演                              | 2023年5月7日収録 Blu-ray Vol.6収録       |
| #38    | 7月16日        | バーレスク東京コラボ公演・後編                                 | Blu-ray Vol.6収録                        |

## スタッフ
- プロデューサー：高橋慎
- 制作著作：つくばテレビ→ノーマンスリー